# Georgette Elgey
Pour les articles homonymes, voir Elgey.
Elisabeth Georgette Rose-Mary Elgey, née Léon le 24 février 1929 à Paris 7e et morte le 8 octobre 2019 à  Paris 5e, est une journaliste et historienne politique française, spécialiste de la Quatrième République à laquelle elle a consacré une histoire en six volumes, éditée de 1965 à 2012.

## Biographie

### Premières années et formation
Georgette Elgey est la fille naturelle de l'historien, professeur à l’Ecole polytechnique, membre de l'Institut et biographe de Talleyrand Georges Lacour-Gayet,,, alors veuf et âgé de 72 ans, et de Madeleine Léon, âgée de 27 ans. Madeleine est issue de la haute bourgeoisie juive. Sa grand-mère maternelle est la fille de Michel Lévy, médecin-généralen 1851, président de l’Académie de médecine, créateur des écoles de santé militaire, marié en 1840 à Adèle Dupont, fille d’Auguste Dupont, maître de forges, créateur en 1872 des aciéries de Pompey. Son grand-père Alexandre Léon est un riche commerçant multimillionnaire. Sa mère Marthe a épousé Gustave Léon, un cousin éloigné,  polytechnicien, inspecteur général des Mines, mort pour la France en 1916. 
Leur liaison date de février 1926. Georges Lacour-Gayet est marié depuis 1882 à la fille du philosophe Paul Janet, laquelle meurt en octobre 1926 et dont il a trois enfants. Madeleine a été mariée deux ans à un jeune polytechnicien dont elle a une fille, mariage malheureux qui lui fait quitter le domicile conjugal et qui se termine par un divorce en 1927. 
Le père n'assume pas cette naissance hors mariage et refuse de reconnaître sa fille. Madeleine Léon l'assigne en 1929 en reconnaissance de paternité inaugurant un interminable parcours judiciaire qui n'est pas interrompu par la mort de Georges Lacour-Gayet en 1936. Parallèlement Madeleine, qui s'est convertie au catholicisme sous l'influence de son amant, multiplie les démarches auprès de l'archevêque de Paris et du Vatican, diffuse la plaidoirie de son avocat, Auguste Champetier de Ribes, aux ministres, ambassadeurs, journalistes afin que nul n'ignore dans les milieux dirigeants cette filiation contestée. Sur le plan judiciaire, elle est déboutée en première instance et en appel. Ces jugements sont annulés en Cour de Cassation en 1939. L'affaire revient en 1945 devant la cour d'appel d'Amiens qui la déboute à nouveau. Son pourvoi en cassation est rejetée en 1949.
À la suite de ces jugements, Georgette qui, à la demande de sa mère et de l'avocat de celle-ci, portait jusque-là le nom de son père, adopte en 1950 celui d'Elgey (les initiales de Lacour-Gayet),,. En 1985, elle accomplit les démarches nécessaires pour substituer ce pseudonyme à son nom de Léon.
De son enfance, Georgette Elgey dit qu'elle fut « extraordinairement heureuse », élevée dans un « cocon ». Elle est baptisée catholique à sa naissance et habite dans le somptueux appartement de sa grand-mère avec sa mère, sa soeur et sa tante, d'abord boulevard Saint-Germain puis avenue de Tokio (aujourd'hui de New-York). 
En 1942, elle a 13 ans. Le statut des juifs oblige les juifs à se déclarer. Sa grand-mère estime qu'une famille comme la sienne, justifiant de plusieurs générations d'aïeux ayant rendu d'éminents services à la France, n'a pas à se déclarer. Le 13 avril 1942, à la suite d'une dénonciation, deux inspecteurs du service antijuif de la préfecture de Police viennent exiger les preuves de son ascendance aryenne. La famille décide de partir en zone libre. Après s'être procuré des certificats médicaux attestant la nécessité de cures thermales dans les Basses-Pyrénées, des cartes d'identités nationales et, pour une grosse somme et sans savoir s'ils étaient authentiques, des laissez-passer allemands (Ausweis), Georgette, sa mère, et sa grand-mère prennent le train pour Orthez, petite gare frontalière où passer la ligne de démarcation. Là, elles sont arrêtées par les Allemands qui ont reçu une nouvelle dénonciation venant de Paris. Détenues pendant quinze jours, elles parviennent dans des conditions invraisemblables et grâce au courage de Madeleine à rejoindre la zone libre. Ces souvenirs dramatiques inspirent à Georgette Elgey en 1973 La Fenêtre ouverte, faisant référence à la fenêtre qu'elle gardait ouverte la nuit — pendant qu'elle vivait cachée avec sa mère dans une maison partiellement occupée par des Allemands — afin de pouvoir, le cas échéant, leur échapper et, en 2017, ayant approfondi ses recherches sur les événements (les mystérieux Ausweis, les dénonciations) et les personnes évoquées dans son premier récit, Toutes fenêtres ouvertes.
La famille se refugie dans un petit hotel de Saint-Martin-en-Haut, un petit village près de Lyon où il n'y a pas d'Allemands. Georgette reprend ses études au premier trimestre 1943 dans un collège de filles et occupe une chambre en plein centre dans une pension de famille en majeure partie réquisitionnée par les Allemands. Sa chambre a une fenêtre dont la poignée est dure. De peur de n'avoir pas le temps de l'ouvrir si les Allemands viennent l'arrêter, elle la laisse ouverte : ce sera le titre de son livre). En février 1944, une troisième dénonciation menace la famille. Sa grand-mère veut vendre des titres nomminatifs reçus en dot. Il lui faut fournir à la banque, le Crédit Lyonnais, une attestation de propriété qu'elle demande à l'ancien notaire de la famille. Ce dernier l'envoie à la banque en précisant qu'elle est de religion israélite. La banque bloque le compte et demande un certificat d'aryenneté, faute de quoi le dossier sera transmis au Commissariat général aux questions juives. Une relation de longue date de la famille, la veuve d'un ancien président-directeur général du Crédit Lyonnais réussit à joindre l'actuel président de la banque qui fait disparaître le certificat de propriété qui aurait pu provoquer la perte de la famille.
Après la guerre, Georgette Elgey, après avoir frôlé la mention « Très bien » à la première partie du baccalauréat, décide de ne pas faire d’études universitaires et n’est pas reçue au baccalauréat de philosophie . Elle décide en 1949 de suivre les cours d’une école de secrétariat et apprend la dactylographie et la sténotypie pour laquelle elle se passionne.

### Carrière journalistique et éditoriale
Son diplôme obtenu, grâce à Jacques Richet, le fils de sa marraine et de Charles Richet, elle est embauchée au Centre de formation des journalistes (CFJ) qu’il vient de fonder avec Philippe Viannay, où elle peut « sténotyper les cours en même temps que de les suivre ». Le directeur Jacques Kayser, journaliste, écrivain, passionné de politique, la prend en amitié et la présente à Robert Aron qui dirige avec Lucie Faure, la femme d’Edgar Faure, une revue littéraire La Nef. Elle y fait ses premières interviews de personnalités et y écrit ses premières piges . 
En 1952, Robert Aron lui demande de travailler avec lui à son Histoire de Vichy, sans la rétribuer mais en lui proposant une partie de ses droits d’auteur à partir du dix millième exemplaire (droits qu’elle touchera grâce au succès commercial du livre). Ce travail de trois années lui révèle sa passion pour la recherche historique.
Après la publication de l’Histoire de Vichy, sur la recommandation de Georges Izard, ami de Robert Aron, elle est embauchée, en 1955, à L'Express par Pierre Viansson-Ponté qui est alors rédacteur en chef. 
Pendant sept ans, elle va être journaliste à L'Express puis à  Paris-Presse où elle travaille avec Pierre Charpy, le responsable du service politique. En 1960, elle participe avec trois journalistes à la rédaction d’un livre d’actualité, Barricades et Colonels. Elle collabore à la revue Réalités puis devient, en 1961, rédactrice en chef du journal Le Nouveau Candide.  Elle réalise un scoop en publiant le journal tenu pendant le putsch des généraux d’Alger par le colonel Godard, ce qui lui vaut d’être convoquée devant le haut tribunal militaire. Georgette Elgey, comme elle le déclare au cours d'une interview au magazine L'Express, est « gaulliste de cœur » et a été mendésiste, même si étant « une admiratrice inconditionnelle de sa personnalité », elle « ne partag[e] pas toutes [les] interprétations de [l']action » de Pierre Mendès France.
Elle abandonne le journalisme en 1962 et, sur les conseils de son ami Roger Stéphane, se lance dans une Histoire de la IV République à laquelle elle va consacrer près de cinquante ans de son existence.

### L’Histoire de la IV République
Avant de commencer, elle prend l'avis de Pierre Mendès France et Robert Schumann qui trouvent son idée excellente et mettent leurs archives à sa disposition. Les éditions Fayard s’engagent sur la publication d’une Histoire de la IV République en deux tomes.
Les archives de l’État lui sont interdites – à l’époque, elles restent secrètes pendant les cinquante années qui suivent les événements. Georgette Elgey va interviewer sur près d’un demi-siècle - sa première interview date de décembre 1962, sa dernière de novembre 2011 - deux cent quatre personnes, la plupart à plusieurs reprises : chefs d’État et de gouvernement, hommes politiques, hauts fonctionnaires civils et militaires, diplomates français et étrangers, syndicalistes, économistes, journalistes. Elle se fixe une règle : ne jamais citer un interviewé sans son accord. Beaucoup lui ouvre leurs archives personnelles : originaux, doubles ou photocopies emportés lorsqu’ils ont quitté leurs postes comme Felix Gouin, le successeur du général de Gaulle en 1946, qui met ses archives à sa disposition. 
Le premier volume - La République des Illusions (1945-1951) – publié en 1965 est un succès commercial. Georgette Elgey compte terminer le second en 1967, mais en avril 1966, interviewant un ancien ministre de la IV République, Pierre July, celui-ci met à sa disposition deux grandes armoires d’archives contenant la collection complète des comptes rendus du Conseil supérieur de la Défense nationale de 1952 à 1954 ainsi que tous les rapports du Service de documentation extérieure et de contre-espionnage (S.D.E.C.E.) de cette période. Elle informe alors son éditeur que trois tomes seront nécessaires au lieu des deux prévus à l’origine.
Le second volume – La République des contradictions (1951-1954) – est publié en 1968. Les critiques de René Rémond, Charles Morazé, François Bédarida, Pierre Nora sont excellentes. De Gaulle lui écrit : « La République des contradictions m’a beaucoup intéressé, ainsi que l’avait fait votre précédent ouvrage (…) J’apprécie le mérite que vous avez eu de réunir et mettre en ordre une considérable documentation, assortie de nombreux témoignages, et de présenter l’ensemble de façon très vivante. » 
Georgette Elgey ne va s’attaquer à la rédaction du troisième volume que dix-huit ans plus tard, en 1986. Sa situation matérielle s’est dégradée. Enfant naturelle, elle a été spoliée du legs de sa grand-mère à la mort de celle-ci. La santé de sa mère – qui ne dispose pas de la sécurité sociale n’ayant jamais travaillé - s’est dégradée et nécessite des soins coûteux. En 1974, elle est nommée directrice littéraire des Éditions Fayard. Elle publie les principaux textes politiques de François Mitterrand entre 1977 et 1982. Elle fait publier également par cette maison d'édition des œuvres de Jean-Raymond Tournoux, Jacques Delarue, Alain Peyrefitte et notamment son best-seller Quand la Chine s’éveillera, Jean Fourastié, Jean Favier, mais aussi Jean Delumeau et ses ouvrages sur la peur à l’aspiration au paradis. En 1982, elle est chargée de mission à la présidence de la République et conseiller technique à partir de 1988 jusqu’en 1995. Son travail consiste à recueillir les temoignages oraux des principaux acteurs, collaborateurs du président, ministres ou hauts fonctionnaires, François Mitterrand lui ayant demandé de réaliser pour son septennat un travail analogue à celui accompli pour la IVe République.
Dès 1990, elle sait que ce troisième tome, qu’elle décide d’appeler La République des Tourmentes, ne pourra pas couvrir les quatre dernières années de la IVe République, tant la matière est riche et sa documentation abondante et souvent inédite, tel le journal intime de René Coty qu'elle peut consulter. Elle se résout, avec l’accord de son éditeur, à couper ce troisième tome en deux volumes. La  République des Tourmentes (1954-1959), tome I, Métamorphoses et mutations est publiée en 1992, un grave problème de santé ayant retardé de plusieurs mois sa parution. Il est si bien accueille que son éditeur décide, avant de publier le dernier volume, de réimprimer les deux premiers tomes après une indispensable remise à jour qui se termine en 1993. Les archives sont désormais accessibles et, quand elles ne le sont pas, elle obtient les dérogations nécessaires.
Elle accepte en 2001 de devenir présidente du comité d'honneur de l'association « Une cité pour les Archives nationales », aux côtés de René Rémond, association d'archivistes, d'historiens et d'usagers des archives, présidée par Annette Wieviorka, dont l'objet est d'obtenir de nouveaux moyens d'actions pour les Archives nationales. L'association obtient ainsi la mise en place du site des Archives nationales de Pierrefitte-sur-Seine, inauguré par le Président François Hollande le 11 février 2013. À la mort de René Rémond, Georgette Elgey est nommée présidente du Conseil supérieur des archives qu'elle préside de décembre 2007, à mars 2016.Elle siège au Conseil économique et social (1999-2004). À ce titre, elle présente en janvier 2001 un rapport sur les archives orales.
Lorsqu’elle attaque le dernier tome, l’affaire de Suez l’occupe plus d’une année et constitue un livre dans le livre. A nouveau, elle doit prévenir son éditeur qu’il y aura un autre volume, le dernier naturellement. Le quatrième tome, La République des Tourmentes (1954-1959), tome II, Malentendus et passions, paraît en 1997 et bénéficie du prix de l’Assemblée nationale.
Lorsqu’elle entame le cinquième tome, La  République des Tourmentes (1954-1959), tome III, la fin, elle sait que c’est le dernier et choisit son titre en conséquence. Mais le sujet qu’il lui faut bien traiter, la guerre d’Algérie, est complexe. Dans l’été 2008, elle est sur le point d’achever le cinquième tome et pense que deux semaines lui seront suffisantes pour traiter le dernier gouvernement de la IVe République, celui que préside le général de Gaulle du 3 juin 1958 au 8 janvier 1959. Mais son manuscrit est déjà si volumineux - près de mille pages- qu’elle décide d'arrêter son ouvrage à la nuit du 28 au 29 mai 1958 après la démission du président du Conseil Pierre Pflimlin. La couverture étant déjà imprimée, le titre prévu, La Fin, est conservé bien qu’il ne soit plus justifié. Ce cinquième tome est publié en 2008.
Le dernier volume, le sixième, De Gaulle à Matignon, La  République des Tourmentes (1954-1959), tome IV,  qui l’occupe plus de trois ans, paraît en 2012.

## Distinctions
- Commandeure de la Légion d'honneur (2009)[16]
- Grand-croix de l'ordre national du Mérite (2017)[17]
- Commandeure de l'ordre des Arts et des Lettres (2004)[18]

## Publications
- Histoire de Vichy : 1940-1944, avec Robert Aron, Paris, éd. Fayard, coll. « Les grandes études contemporaines », 1954, 766 p.
- Barricades et colonels, avec Merry Bromberger, Serge Bromberger et Jean-François Chauvel, Fayard, 1960.
- La Fenêtre ouverte, Paris, éd. Fayard, 1973.
- Anonymes, Paris, éd. Grasset, 1980.
- La Ve République, ou la République des phratries, avec Jean-Marie Colombani, Paris, éd. Fayard, 1999, 412 p.
- Histoire de la IVe République[8](rééd. complète chez Robert Laffont, Bouquins, 2018) : 
  - Première partie :  La République des illusions (1945-1951), Paris, éd. Fayard, 1965 ; édition revue et augmentée, 1993[19].
  - Deuxième partie :  La République des contradictions (1951-1954), Paris, éd. Fayard, 1968 ; édition revue et augmentée, 1993[20],[21].
  - Troisième partie : La République des tourmentes (1954-1959), tome I, Métamorphoses et mutations, Paris, éd. Fayard, 1992.
  - Quatrième partie : La République des tourmentes (1954-1959), tome II, Malentendu et passion, Paris, éd. Fayard, 1997[22],[23].
  - Cinquième partie : La République des tourmentes (1954-1959), tome III, La fin, Paris, éd. Fayard, 2008[24], prix des Ambassadeurs 2009[25].
  - Sixième partie : La République des tourmentes (1954-1959), tome IV, De Gaulle à Matignon, Paris, éd. Fayard, 2012.
- « De Gaulle face au problème algérien », dans Maurice Vaïsse (dir.), De Gaulle et l’Algérie, 1943-1969, Paris, Armand Colin, 2012.
- Toutes fenêtres ouvertes, Paris, éd. Fayard, 2017, 416 p.

## Filmographie
- 1929-1940 : la mort de la IIIe République, documentaire français de Daniel Lander, produit par Georgette Elgey et Jacques Anjubault (1970), 1 h 30[26],[27].
- Georgette Elgey – Une vie pleine d'Histoire, documentaire français de Pascal Thomas et Thomas Briat (2011), 53 minutes, diffusé le 25 février 2014 sur Arte [présentation en ligne][28].
- De Gaulle à Matignon - Sept mois qui ont changé la France, documentaire français de Georgette Elgey et Antoine-Léonard Maestrati (2013), 52 minutes, diffusé le 8 janvier 2017 sur France 5.

## Archives
- Les papiers personnels de Georgette Elgey sont conservés aux  Archives nationales, site de Pierrefitte-sur-Seine, sous la cote 561AP : Inventaire du fonds.

## Hommages publics

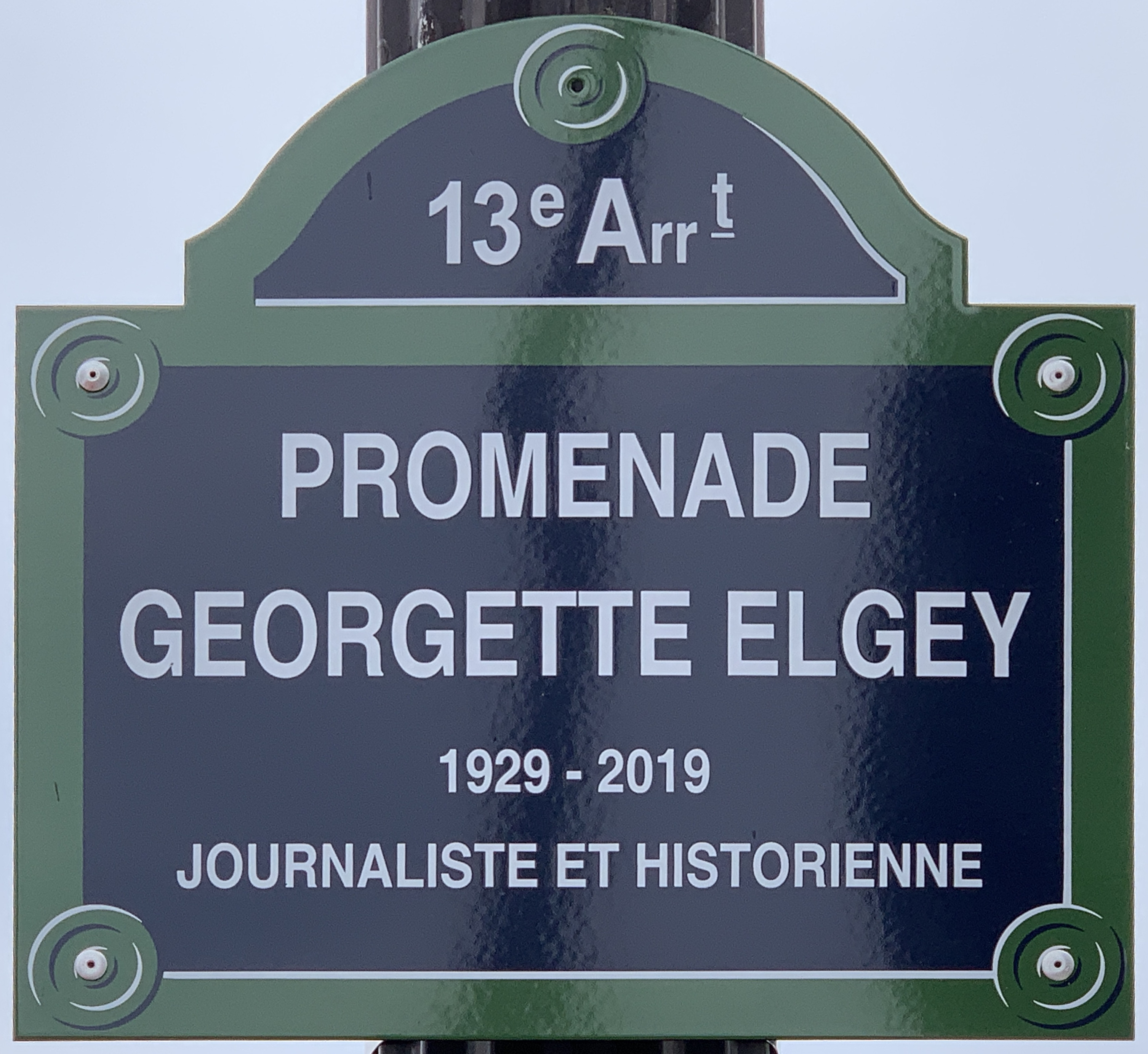

- En 2021, la Ville de Paris a nommé une voie en sa mémoire, la promenade Georgette-Elgey, dans le 13e arrondissement[29].